# Achatinella bellula
Achatinella bellula là một loài là một loài ốc hô hấp trên cạn đã tuyệt chủng trong họ Achatinellidae. Đây là loài đặc hữu của đảo Oahu của Hawaii. Chỉ có năm tiêu bản đã được quan sát từ năm 1979.